# Гімн Латвії
Dievs, svētī Latviju! (укр. Боже, благослови Латвію) — національний гімн Латвії. Слова та музику написав Карліс Бауманіс у 1873 році. Він був учителем та брав активну учать у русі Молодолатиші. Перша версія тексту відрізнялась від теперішньої: замість слова Латвія часто використовувалось слова «Балтія», а сама Латвія згадувалась тільки у на початку першого вірша. Згодом слово «Латвія» зовсім забрали з тексту, щоб уникнути заборони пісні. І тільки у 1920 році, коли гімн було офіційно затвердженню, слово «Латвія» з'явилося знову.

## Текст гімну
Dievs, svētī Latviju,

Mūs’ dārgo tēviju,

Svētī jel Latviju,

Ak, svētī jel to!

Kur latvju meitas zied,

Kur latvju dēli dzied,

Laid mums tur laimē diet,

Mūs’ Latvijā!
- Переклад:

Боже, благослови Латвію,
Нашу дорогу вітчизну
Благослови Латвію,
Ах, благослови її!
Де латиські дочки цвітуть,
Де латиські сини співають,
Дозволь нам там в щасті танцювати,
У нашій Латвії!